# NGC 7448
NGC 7448 é uma galáxia espiral (Sbc) localizada na direcção da constelação de Pegasus. Possui uma declinação de +15° 58' 48" e uma ascensão recta de 23 horas, 00 minutos e 03,6 segundos.
A galáxia NGC 7448 foi descoberta em 16 de Outubro de 1784 por William Herschel.